# Evol (album de Sonic Youth)
Pour les articles homonymes, voir Evol.
Albums de Sonic Youth
Bad Moon Rising
(1985) Sister
(1987)
EVOL est un album du groupe Sonic Youth sorti en 1986 sur les labels SST et Blast First, puis réédité en 1994 par Geffen.

## Historique
"EVOL" signifie  Love (amour) à l'envers en anglais. Le titre Secret Girl fut réutilisé pour la bande-son du film Made in USA. La version CD de l'album contient un titre supplémentaire, une reprise du Bubblegum de Kim Fowley.
On retrouve les morceaux Shadow of a Doubt, Expressway to yr Skull et Starpower dans la compilation Screaming Fields of Sonic Love.
L'album est cité dans l'ouvrage de référence de Robert Dimery Les 1001 albums qu'il faut avoir écoutés dans sa vie.

## Titres

### Face A
1. Tom Violence - 3:05
2. Shadow of a Doubt - 3:32
3. Star Power - 4:48
4. In the Kingdom #19 - 3:25
5. Green Light - 3:46

### Face B
1. Death to Our Friends - 3:19
2. Secret Girl - 2:54
3. Marilyn Moore - 4:04
4. Expressway to Yr. Skull - 7:19 (marqué Madonna, Sean and Me à l'arrière du disque et The Crucifixion of Sean Penn dans le livret)

### Morceau ajouté sur la version CD
1. Bubblegum – 2:49

## Composition du groupe
- Kim Gordon – Basse/Chant
- Thurston Moore – Guitare/Chant
- Lee Ranaldo – Guitare/Chant
- Steve Shelley – Batterie
- Mike Watt – Basse sur In the Kingdom #19 et Bubblegum